# Quimiosmosis

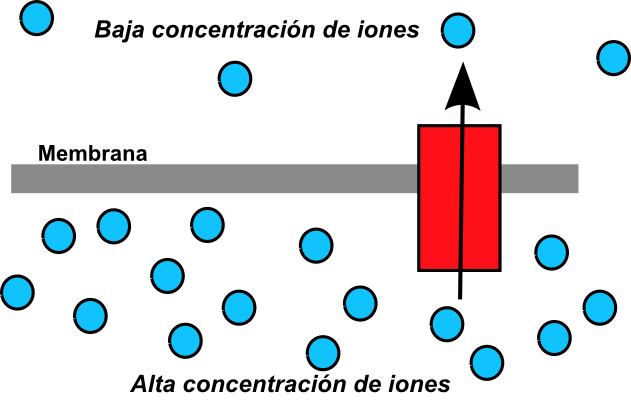
Un gradiente iónico tiene energía potencial y puede ser usada para efectuar reacciones químicas cuando los iones pasan a través de un canal iónico (rojo)

Quimiosmosis es la difusión de iones a través de una membrana. Específicamente, se relaciona con la generación de ATP mediante el movimiento de iones hidrógeno (protones o H+) a través de la membrana mitocondrial interna y de la membrana de los tilacoides de los cloroplastos.
Los protones difunden desde un área de alta concentración a un área de baja concentración. Peter Mitchell propuso que un gradiente de concentración electroquímico de protones a través de la membrana podía ser usado para crear ATP. Él vio un paralelismo con el proceso de ósmosis (difusión de agua a través de una membrana) y por esto fue denominado "quimiosmosis". En 1978 Mitchell fue galardonado con el Premio Nobel de Química por sus trabajos sobre el intercambio de energía biológica mediante la teoría de la química osmótica.
La ATP-sintasa  es la enzima que produce ATP por quimiosmosis. Permite el paso de protones a su través, utilizando esa energía cinética para fosforilar ADP y así crear ATP. La generación de ATP por quimiosmosis ocurre en cloroplastos y mitocondrias, como también en algunas bacterias.

## La Teoría  quimiosmótica
Peter Mitchell propuso la "hipótesis quimiosmótica" en 1961.
Esta teoría propone  esencialmente que la mayor parte de la síntesis de ATP en la respiración celular, viene de un gradiente electroquímico existente entre la membrana interna y el espacio intermembrana de la mitocondria, mediante el uso de la energía de NADH y FADH2 que se han formado por la ruptura de moléculas ricas en energía, como la glucosa.

Quimiosmosis en una mitocondria.

Las moléculas como la glucosa, son metabolizadas para producir acetil-CoA como un intermediario rico en energía. La oxidación de acetil-CoA en la matriz mitocondrial está acoplada a la reducción de una molécula transportadora como NAD+ y FAD.
Los transportadores traspasan electrones a la cadena transportadora de electrones en la membrana mitocondrial interna, que luego los traspasan a otras proteínas en la cadena transportadora. La energía disponible en los electrones se usa para bombear protones desde la matriz, a través de la membrana mitocondrial interna, guardando energía en forma de un gradiente electroquímico transmembrana. Los protones se devuelven a través de la membrana interna, mediante la enzima ATP-sintasa. El flujo de protones de vuelta a la matriz mitocondrial mediante la ATP-sintasa, provee de suficiente energía para que el ADP se combine con fósforo inorgánico para formar ATP. Los electrones y protones en la última bomba proteica de la cadena transportadora son llevados al oxígeno (O2) para formar agua (H2O).
Ésta fue una propuesta radical en su tiempo, y no fue bien aceptada. La visión que prevalecía era que la energía de la transferencia electrónica se almacenaba es un intermediario estable de alta energía, un concepto más conservativo del punto de vista químico. El problema de este viejo paradigma fue que nunca se encontró aquel intermediario, y la evidencia del bombeo de protones por los complejos de la Cadena de Transporte de electrones creció de forma tal, que no pudo ser ignorada. Eventualmente, el peso de la evidencia comenzó a favorecer la hipótesis quimiosmótica, y en 1978, el Premio Nobel de química fue entregado a Peter Mitchell.
El acoplamiento quimiosmótico es importante en la producción de ATP en el cloroplasto
y muchos tipos de bacteria.

## La fuerza protón-motriz
En la mayoría de los casos, la FPM es generada por una cadena transportadora de electrones, que actúa como una bomba tanto de electrones como de protones, bombeando electrones en direcciones opuestas, creando una separación de carga. En la mitocondria, la liberación de energía libre desde la cadena transportadora de electrones, es utilizada para mover protones desde la matriz mitocondrial al espacio intermembrana de la mitocondria. Mover los protones a las partes externas crea una concentraciones levemente alta de partículas cargadas positivamente, dando por resultado un lado más positivo y un lado más negativo (El gradiente eléctrico generado es de aproximadamente -200 mV (matriz negativa) )
Esta diferencia de carga da como resultado un gradiente electroquímico. Este gradiente se compone tanto del gradiente de pH y del gradiente eléctrico. El gradiente de pH corresponde a la diferencia en la concentración del ion H+. Juntos, el gradiente electroquímico de protones corresponde tanto a la concentración como a la diferencia de carga que se pueda generar, se denomina Fuerza Protón-Motriz (FPM).
En la mitocondria, la FPM se crea mayoritariamente por el componente eléctrico, mientras que en los cloroplastos, la FPM es prácticamente creada por el gradiente de pH. En cualquiera de los casos, la FPM necesita ser de 50 kJ/mol aproximadamente para que la ATP-sintasa sea capaz de producir ATP.

## Diferentes mecanismos de quimiosmosis

### Quimiosmosis en mitocondrias
La rotura completa de una molécula de glucosa en presencia de oxígeno es denominada respiración celular. Las últimas etapas de este proceso ocurren en la mitocondria. Las moléculas de alta energía NADH y FADH2 -generadas por el ciclo de Krebs- liberan los electrones hacia una cadena transportadora de electrones para crear una gradiente de protones a través de la membrana interna mitocondrial. La ATP-sintasa es luego usado para generar ATP por quimiosmosis. Este proceso se conoce como fosforilación oxidativa y el oxígeno es el último aceptor electrónico en la cadena transportadora mitocondrial.
La fosforilación quimiosmótica es la tercera y final vía biológica responsable por la producción de ATP mediante fosfato inorgánico y ADP a través de la fosforilación oxidativa. 
Ocurriendo en la mitocondria de las células, la energía química de NADH -producido por el ciclo de Krebs- es utilizada para construir un gradiente de iones de hidrógeno (protones) con una concentración mayor en las crestas mitocondriales y en menor concentración en la matriz mitocondrial. Este es el único paso de la fosforilación oxidativa que requiere de oxígeno: este es utilizado como aceptor de electrones, combinándose con electrones libres e iones de hidrógeno para formar agua.

### Quimiosmosis en plantas
Las reacciones luz-dependientes de la fotosíntesis, generan energía mediante quimiosmosis. La clorofila pierde un par de electrones al ser excitada o energizada por la luz. Este electrón viaja a través de una cadena transportadora de electrones, terminando parte de NADPH, una molécula de alta energía. El gradiente electroquímico generado a través de la membrana del tilacoide conduce a la producción de ATP mediante la ATP-sintasa. Este proceso se conoce como fotofosforilación.

### Quimiosmosis en bacterias
Las bacterias también pueden utilizar la quimiosmosis para generar ATP. Las cianobacterias, bacterias verdes del azufre y bacterias púrpuras crean energía por un proceso llamado fotofosforilación. Estas bacterias usan la energía de la luz para crear un gradiente de protones usando una cadena trasportadora de electrones fotosintética. Algunas bacterias no-fotosintetizadoras como la E. coli, también contiene ATP-sintasa.
De hecho, se cree que las mitocondrias y los cloroplastos se formaron cuando las células eucariontes tempranas ingirieron bacterias que pudieran crear energía mediante la quimiosmosis. Esto es denominado teoría endosimbiótica.